# Hypokopelates feminina
Hypokopelates feminina är en fjärilsart som beskrevs av Gustaaf Hulstaert 1924. Hypokopelates feminina ingår i släktet Hypokopelates och familjen juvelvingar. Inga underarter finns listade i Catalogue of Life.